# Dicranota (Rhaphidolabis) tuberculata
Dicranota (Rhaphidolabis) tuberculata is een tweevleugelige uit de familie Pediciidae. De soort komt voor in het Palearctisch gebied.